# Gesù Cristo in Fiandra
Gesù Cristo in Fiandra (titolo originale Jésus-Christ en Flandre) è un racconto dello scrittore francese Honoré de Balzac, pubblicato nel 1846 e incluso negli Studi filosofici della Commedia umana.

## Storia editoriale
Scritto probabilmente intorno al 1830, ma datato 1831, il racconto viene rielaborato unendo le due storie Gesù Cristo in Fiandra (1831) e La Chiesa (1831). Trasferito un gran numero di volte all'interno delle sezioni de La commedia umana, Gesù Cristo in Fiandra avrebbe dovuto costituire "il peristilio degli Studi filosofici ", secondo la prefazione al Libro mistico scritto dall'autore nel 1835.
La sua pubblicazione finale è del 1846 negli Studi filosofici dell'edizione Furne. Tra queste due date, il testo fu pubblicato da Editions Gosselin, nel 1831, in Romanzi e racconti filosofici, poi in Racconti filosofici l'anno successivo dallo stesso editore. Nel 1836, una versione ampiamente rivista apparve presso Werdet in due parti: La Chiesa e L'allucinazione.
Un frammento del testo, intitolato Zero, apparve già nel 1830 ne La Silhouette in cuiBalzac si firmò con lo pseudonimo di Alcofribas.

La novella è dedicata a Marceline Desbordes-Valmore : 
(Honoré de Balzac, Gesù Cristo in Fiandra)
Tale dedica sottolinea l'amicizia e l'ammirazione reciproca che sviluppò per la scrittrice e intellettuale. La poetessa era originaria di Douai, una città che Balzac aveva descritto ne La Ricerca dell'assoluto del 1834.

## Tema
L'azione si svolge, secondo l'autore, "in un'epoca abbastanza indeterminata", il che conferisce alla parabola religiosa un valore atemporale.
Nel traghetto che collega l'isola di Cadzand (oggi coincidente alla terraferma delle Fiandre zelandesi ma che era ancora un'isola nel XVIII secolo) e le coste delle Fiandre occidentali vicino ad Ostenda, dei notabili siedono sul retro di una barca, mentre i poveri sul fronte. Ad un certo punto giunge uno sconosciuto, poco prima della partenza, e i notabili non fanno nulla per lasciargli un posto in mezzo a loro, mentre i poveri si accalcano (uno di loro si siede addirittura sul bordo della barca per lasciargli un posto a sedere). Il cielo è minaccioso, il mare tempestoso, anche il traghettatore sente che ci sarà una tempesta. Il dipinto qui descritto da Honoré de Balzac ricorda le migliori "scene di genere" della pittura fiamminga (o "pittura olandese") di cui era un grande ammiratore. Mentre la barca avanza e si alza la tempesta, scopriamo che lo straniero che è arrivato a bordo, nonostante i suoi vestiti modesti, non è una persona povera. È un essere a parte: Gesù Cristo, come indica il titolo; proprio quello che salverà i "giusti" che si trovano tra gli "umili" al momento dell'affondamento.
La seconda parte della novella si svolge all'interno di una cappella costruita nello stesso luogo in cui si è prodotto un miracolo; il narratore della leggenda è in preda ad un'allucinazione: una vecchietta (personaggio già presente in Zero, che incarna una Chiesa usurpata dalle compromissioni) si è trasformata in una smagliante fanciulla, che rappresenta lo splendore ritrovato della Chiesa.
Honoré de Balzac dà grande adito alla regione delle Fiandre in questo racconto.

Nell'incipit del testo, in cui pone le Fiandre in un tempo indeterminato, fa riferimento anche alle Fiandre brabantine: 
(Honoré de Balzac, Gesù Cristo in Fiandra)

## La parabola religiosa
Si potrebbe considerare questa novella un racconto edificante se non contenesse tutte le contraddizioni religiose dell'autore.
Dallo spirito volterriano, quasi anticlericale, il cattolico Balzac, che in seguito propugnerà una società fondata sui due principi indiscutibili della Chiesa e della monarchia, attacca qui piuttosto violentemente la religione complice dei "superbi" (i notabili) e indifferente verso gli "umili".
Ciononostante, in antitesi, anche quando la Chiesa attua degli errori, rimane capace di mantenere la sua influenza divina. Così, il giudizio evangelico conserva la sua virtù.

## Riavvicinamenti storici e religiosi
Nel febbraio 1831, una sommossa parigina saccheggiava la Chiesa di san Germano d'Auxerre e l'arcivescovo. Balzac, sconvolto da questa esplosione di violenza, avrebbe quindi accelerato la sua evoluzione spirituale. Quest'ipotesi è tuttavia da prendere con prudenza: il tentativo di riconciliarsi con la Chiesa, visto il suo cattolicesimo poco ortodosso, gli avrebbe evitato gli attacchi ecclesiastici (i quali comunque non mancarono).